# 2019年化州火葬場抗議事件
2019年化州火葬場抗議事件發生於中國廣東省茂名化州市，是一場針對修建火葬場的集體性事件。

## 背景
根據人民網2013年12月底援引的调研结果发现，火葬场修建後周邊地區二噁英和重金属浓度較高，而二噁英恰好会增加人类罹患白血病等癌症的几率以及加剧儿童自闭症的倾向。同時早在2014年4月9日化州市麗崗鎮就因修建火葬場遭到當地人民抗議，在4月12日上萬群眾遊行後，4月13日化州市官方網站宣佈火葬场停止建设。4月14日，依舊有100多人来到化州市政府门口聚集抗议，有抗議者認為，化州政府表示的“停止”是暂停，并不是“取消”，他们担心相關项目还会继续进行。

## 事件發展

### 文樓鎮抗議事件
2019年8月，化州市人民政府公告建造「化州市人文生態園建設項目」，並先後多次於其政府網站作出多次公示，但並未提到包括殯儀館項目，同時化州文樓鎮鎮民簽字同意讓地給項目來開發。11月27日，化州政府依規定發表「社會穩定風險評估徵詢意見公示」時，才將公告標題改為「化州市人文生態園建設項目（含殯儀館）」，政府被指涉嫌以建造生態園名義徵地興建火葬場，欺騙當地民眾。文樓鎮當地人擔心該鎮建火葬場後，陰氣太重，更會被扣上「死人鎮」的惡名，因而引發群眾強烈不滿。
11月28日，有人打算到鎮政府請願時，在路口被防暴警察設置的關卡阻攔，引起大批戴口罩的村民不滿，有群眾掀翻政府車輛、破壞警車，警察開槍示警，圍毆及拖走民眾，並施放催淚彈和出動水炮車驅散人群，抗議群眾則試圖掟磚石以及烟火炮竹還擊，有多人受傷。
11月29日，化州市政府发出的公告，称暂停项目建设。
12月1日，文樓鎮黨委書記李偉華宣布，當局將永遠不在該鎮興建火葬場。

### 播扬镇抗議事件
12月16日，播扬镇开始有大批居民抗议示威。播扬镇日前强推「污水处理厂」项目，民众指当局欲把文楼镇未建成的火葬场搬到此地，开始有大批居民抗议示威，包围镇政府，数百武警到场用催泪弹镇压，并引发激烈冲突。
同日晚上，播陽鎮政府有發出承諾書，表示不在該境內建修火葬場。化州市政府亦發出文件，表示「承諾不在播揚鎮建設殯儀館」。

## 影響
而期間恰逢香港反送中運動方興未艾，有網友將抗議活動與反送中運動進行類比，抗議期間也確有群眾模仿反送中口號喊出「時代革命，光復茂名」。